# 巴比伦天文学

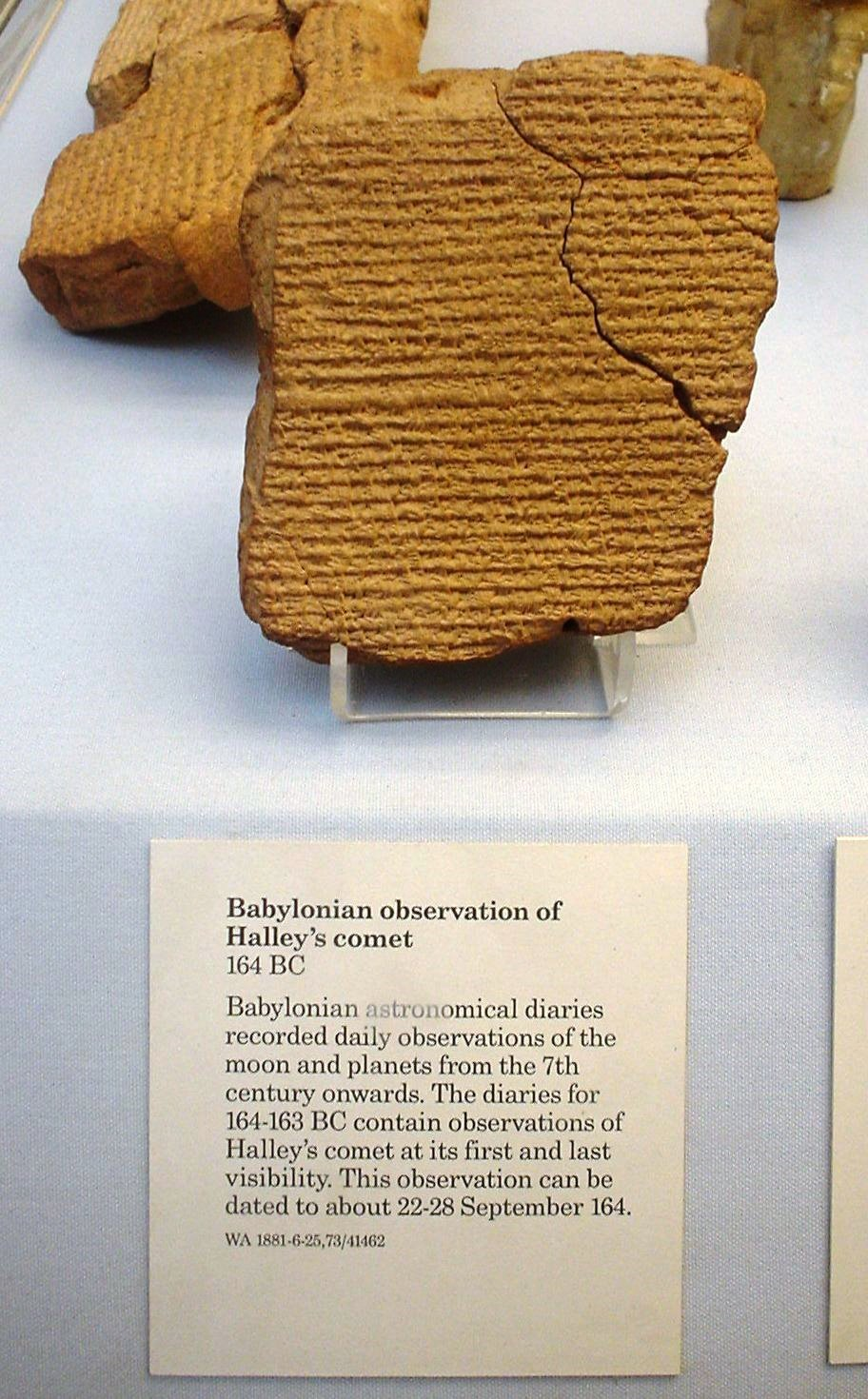
公元前164年巴比伦碑记录哈雷彗星。

西方天文学的起源可以在美索不达米亚中找到，在精密科学方面西方所有的努力都是与巴比伦晚期天文学家的工作直接相关的后代。 苏美尔天文学的现代知识是间接的，通过约公元前1200年左右最早的巴比伦星表目录。 许多恒星名字出现在苏美尔文这一事实表明，一个连续性深入到青铜器时代早期。
美索不达米亚的和世界的天文学史始于苏美尔人，他们在公元前3500-3200年开发了最早的文字体系 - 被称为楔形文字。 苏美尔人发展了一种天文学形式，对巴比伦人的复杂天文学产生了重要影响。 在美索不达米亚神话和宗教中，天体崇拜(Astrolatry)赋予了行星之神的重要作用，是从苏美尔人开始的。 他们还使用了一个六十进制（基数为60）的位值计数法系统，它简化了记录非常大和非常小的数字的任务。 把圆周划分为360度，每次60分钟的现代做法，是苏美尔人开始的。
在公元前八世纪和七世纪期间，巴比伦天文学家开发了一种新的天文学实证方法。 他们开始研究处理宇宙理想性质的哲学，并开始在其预测的行星系统中使用内部逻辑。这是对天文学和科学哲学的重要贡献，因此一些学者将这种新方法称为第一次科学革命。这种新的天文学方法在希腊和希腊天文学中得到采纳和发展。 古典希腊文和拉丁文资料经常使用“迦勒底人”一词来指称美索不达米亚的天文学家，他们实际上是专门从事占星术和其他形式占卜的祭司文士。
巴比伦天文学只有碎片幸存下来，大多是由含有天文日记，星历表和过程文本的当代粘土片组成，因此目前对巴比伦行星理论的认识处于不完整的状态。尽管如此，幸存的碎片表明，巴比伦天文学是第一个“对天文现象进行精确的数学描述的成功尝试”，并且“所有后来的各种科学天文学，在希腊化天文学，印度的，伊斯兰的和西方的......以决定性和根本性的方式依赖巴比伦天文学。”

## 参看
- 尼比魯
- 巴比伦数学
- 天文学史
- 昴宿星團